# Док Париз спава
Док Париз спава амерички је црно-бели неми хорор филм из 1923. године, редитеља Мориса Турнера, са Лоном Чејнијем, Џоном Гилбертом, Џеком Ф. Макдоналдом и Милдред Менинг у главним улогама. Сценарио је написан по роману Леслија Бересфорда, Слава љубави.
Филм је сниман током 1920, али је из непознатог разлога премијерно приказан тек након три године, у јануару 1923. Највероватнији разлог за оволико пролонгирање приказивања су сцене ужаса из филма. Филм се данас сматра изгубљеним, али је доступно неколико фотографија Лона Чејнија у улози лудог вајара Хенрија Сантадоса, као и оригинални постер.

## Радња
Хенри Сантадос је луди вајар који живи у Паризу и ради у музеју воштаних фигура, чији је власник отац Марионет. Он је заљубљен у Бејби Ларвач која за њега ради као модел, али осећања нису обострана. Бејби је очарана богатим Американцем, Денисом О'Кифом, па Сантадос смишља план како да га се отараси.

## Улоге
| Глумац             | Улога          |
| ------------------ | -------------- |
| Лон Чејни          | Хенри Сантадос |
| Џек Ф. Макдоналд   | отац Марионтет |
| Џон Гилберт        | Денис О'Киф    |
| Милдред Менинг     | Бејби Ларвач   |
| Харди Киркланд     | Денисов отац   |
| Џ. Фарел Макдоналд | Џорџ Моријер   |
| Фред Гембл         | посетилац      |